# Hans Kelsen

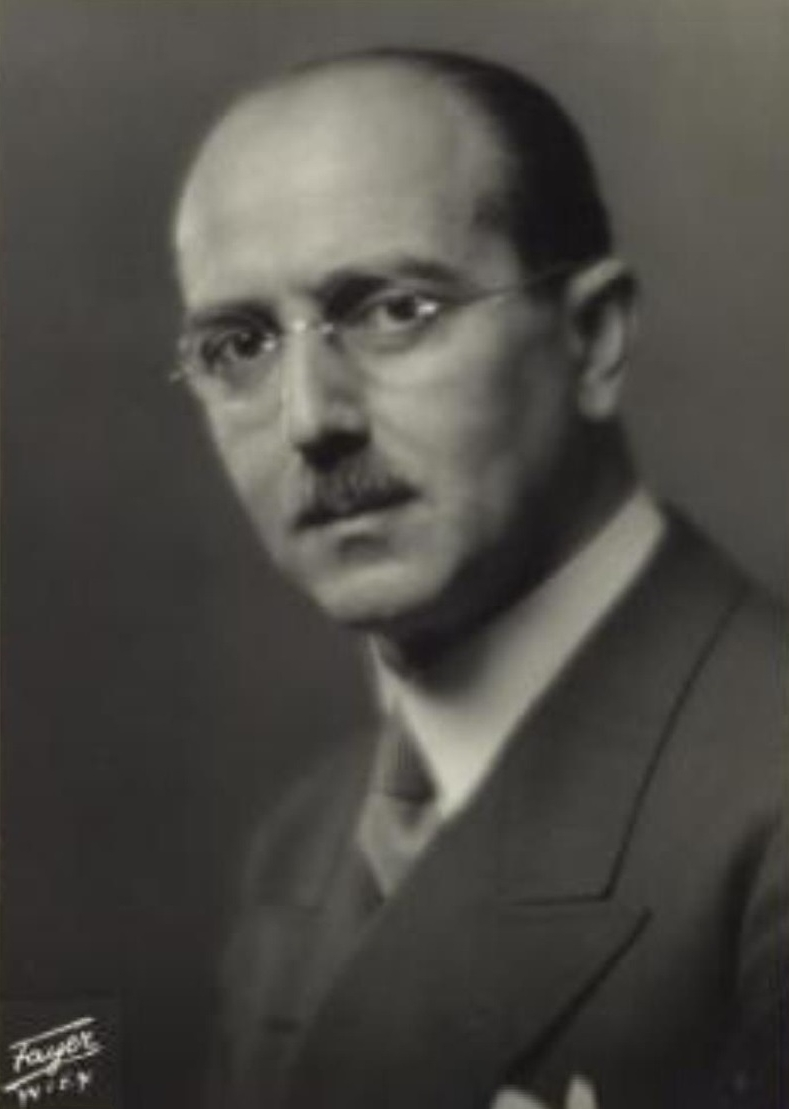
Hans Kelsen circa 1930

Hans Kelsen (11 tháng 10 năm 1881 tại Praha, Cộng hòa Séc - 19 tháng 4 năm 1973 tại Orinda, California) là một nhà luật học người Mỹ gốc Áo, con trai của một gia đình Do Thái. Trong ngành luật thì ông được xem là cha đẻ của "lý thuyết thuần túy về luật pháp". Ông cũng là người sáng lập nên chủ nghĩa quy chuẩn (normativism) và nguyên tắc "hình tháp của các quy phạm".
Hans Kelsen là người thuộc phong trào "thực chứng pháp lý" vốn khởi nguồn từ chủ nghĩa thực chứng được khai sinh bởi Auguste Comte. Kelsen là một trong những nhà luật học nổi tiếng nhất thế kỷ 20. Các đóng góp của ông chủ yếu trong lĩnh vực lý thuyết về luật pháp, đặc biệt về cơ chế tòa án bảo hiến.
Ông từng giảng dạy tại trường Juridicum (tại Viên) từ năm 1911 đến 1929.
Buộc phải chạy khỏi Áo vì lý do bài Do Thái, ông định cư tại Mĩ nơi ông giảng dạy lý thuyết luật tại khoa luật Boalt Hal, thuộc trường Đại học Berkeley tại Berkeley.

## Chủ nghĩa quy chuẩn và kim tự tháp các quy phạm
Hans Kelsen là người sáng lập trường phái quy chuẩn và là người khởi xướng lý thuyết gọi là kim tự tháp các quy phạm. Lý thuyết này hướng tới việc tạo ra cơ sở khách quan cho việc xác lập các nguồn khác nhau của luật pháp.

## Vai trò của quan tòa trong hệ thống tư pháp
Theo Kelsen, thẩm phán tòa án bảo hiến không có thiên hướng thiết lập một chính phủ của các quan tòa, trong đó việc kiểm soát các luật về mặt hợp hiến bị ảnh hưởng bởi các xu thế chính trị. Trái lại, tòa hiến pháp được hình thành để chỉ rõ cho phía lập pháp thấy rằng, nếu có sự không tương hợp giữa một văn bản luật với hiến pháp thì phía lập pháp trước tiên phải sửa đổi hiến pháp trước khi thông qua văn bản luật đó.
Ví dụ, khi Hội đồng bảo hiến của Pháp vào ngày 13 tháng 8 năm 1993 giám sát điều khoản của luật về nhập cư, đã áp dụng công ước Schengen với lý do là điều khoản đó vi phạm nguyên tắc mang tính hiến pháp về quyền cứ trú (được ghi trong lời nói đầu Hiến pháp 1946). Hiến pháp sau đó, vào ngày 25 tháng 11 năm 1993, đã phải sửa đổi bằng cách thêm điều khoản mới 53-1 về quyền này.

## Ảnh hưởng của Hans Kelsen
Ông tham gia soạn thảo Hiến pháp Áo năm 1920.
Ảnh hưởng quốc tế của tư tưởng Kelsen đã đưa ông thành một trong những gương mặt tiêu biểu nhất của lý luận chung về pháp luật ở thế kỷ 20.

## Lý thuyết chính trị
Dù ít được biết đến hơn lý thuyết về pháp luật, nhưng Kelsen cũng nghiên cứu về tổ chức chính trị, đặc biệt là về dân chủ.
Ông cố định nghĩa khái niệm dân chủ theo hướng xa rời với thực tế. Để làm điều này, Kelsen lại quay về lý thuyết "khế ước xã hội để cố vượt lên và đạt tới một chế độ bớt phần tệ hại cho con người, một sự cân bằng giữa tự do và bình đẳng.

## Các tác phẩm chính
- General Theory of Law and State (1945)
- The Law of the United Nations (1950)
- Principles of International Law (1952, 2. Aufl. 1966)
- The Communist Theory of Law (1988, Wm. S. Hein Publishing. London Institute of World Affairs. ISBN 0-8377-2337-X. 203 p.)